# Chrysópetra
Chrysópetra är en ort i Grekland.   Den ligger i prefekturen Nomós Kilkís och regionen Mellersta Makedonien, i den norra delen av landet, 300 km norr om huvudstaden Aten. Chrysópetra ligger 269 meter över havet och antalet invånare är 188.
Terrängen runt Chrysópetra är kuperad åt sydost, men åt nordväst är den platt. Runt Chrysópetra är det ganska glesbefolkat, med 30 invånare per kvadratkilometer. Närmaste större samhälle är Kilkis, 13,8 km nordväst om Chrysópetra. Trakten runt Chrysópetra består till största delen av jordbruksmark.